# Demetrio Fernández González

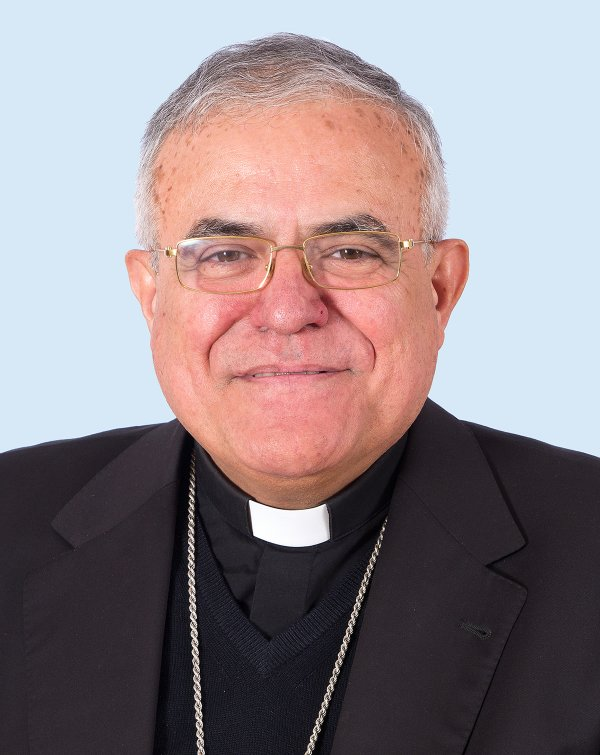
Bischof Demetrio Fernández González

Bischofswappen von Demetrio Fernández González

Demetrio Fernández González (* 15. Februar 1950 in El Puente del Arzobispo) ist ein spanischer Geistlicher und emeritierter römisch-katholischer Bischof von Córdoba.

## Leben
Demetrio Fernández González empfing am 22. Dezember 1974 durch Erzbischof Marcelo Kardinal González Martín das Sakrament der Priesterweihe für das Erzbistum Toledo. 
Am 9. Dezember 2004 ernannte ihn Papst Johannes Paul II. zum Bischof von Tarazona. Der Apostolische Nuntius in Spanien, Erzbischof Manuel Monteiro de Castro, spendete ihm am 9. Januar 2005 die Bischofsweihe; Mitkonsekratoren waren der Erzbischof von Saragossa, Elías Yanes Álvarez, und der Erzbischof von Madrid, Antonio María Kardinal Rouco Varela.
Am 18. Februar 2010 ernannte ihn Papst Benedikt XVI. zum Bischof von Córdoba.
Papst Franziskus ernannte ihn am 11. Januar 2018 zum Mitglied der Kongregation für die Selig- und Heiligsprechungsprozesse.
Am 27. März 2025 nahm Papst Franziskus seinen altersbedingten Rücktritt an.